# Gare de Sonzier
La gare de Sonzier est une gare ferroviaire située sur le territoire de la commune suisse de Montreux, dans le canton de Vaud.

## Situation ferroviaire
Établie à 620 mètres d'altitude, la gare de Sonzier est située au point kilométrique (PK) 5,47 de la ligne de Montreux à Lenk im Simmental.
Elle est dotée d'une seule voie bordée par un quai latéral.

## Histoire
La gare de Sonzier a été mise en service en même temps que la section de Montreux aux Avants de la ligne de Montreux à Lenk im Simmental en décembre 1901,,.

## Service des voyageurs

### Accueil
Gare du MOB, Sonzier est dotée d'un distributeurs automatiques de titres de transport situé dans un abri en bois sur le quai.

### Desserte
La gare de Sonzier est desservie toutes les heures par les trains Regio du MOB reliant Montreux aux Les Avants ainsi qu'un second train la demi-heure suivante reliant Montreux à Zweisimmen, semi-direct entre Montreux et Les Avants. En début et fin de journée, les trains omnibus reliant Montreux aux Avants sont prolongés jusqu'à Zweisimmen et assurent seuls la desserte de la ligne.

### Intermodalité
La gare de Sonzier n'est desservie par aucune autre ligne de transports publics.